# Corno (instrumento)

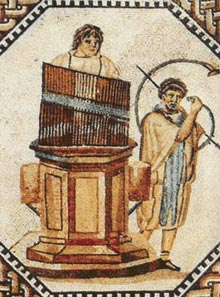
Corno e hidraulo em mosaico de Nennig, Alemanha

Corno (em latim: cornū, cornūs ou cornum; lit. "chifre"; pl. cornua; em grego: στρογγύλη σάλπιγξ; romaniz.: strongýle sálpinx), na Roma Antiga, foi um instrumento de sopro de aproximados 3 metros de comprimento com a forma da letra "C". Tem seu nome derivado dos chifres que originalmente eram utilizados para sua confecção, porém com o tempo passou a ser fabricado em bronze. Ele era apoiado por uma barra que enrijeceu a estrutura e forneceu uma forma de apoiá-lo no ombro do tocador. Segundo Ateneu, o corno seria uma invenção dos etruscos.
Como a Tuba, diferiu da tíbia por ser um instrumento mais largo e mais poderoso, e da tuba em si por ser curvado. A série de notas foi produzida sem chaves ou orifícios, mas pela modificação da respiração e os lábios no bocal. Provavelmente, segundo a descrição fornecida pelos poetas, era uma oitava menor que a trombeta. Era dificilmente distinguido da bucina e era utilizado pelo exército romano para comunicar ordens para as tropas em batalha. Na arte, o corno aparece entre os instrumentos que acompanham os jogos ou combates de gladiadores na arena, como no Mosaico Zliten.